# Crézilles
Crézilles é uma comuna francesa na região administrativa do Grande Leste, no departamento de Meurthe-et-Moselle. Estende-se por uma área de 9.53 km², e possui 288 habitantes, segundo o censo de 2018, com uma densidade de 30 hab/km².